# Toxorhina nasus
Toxorhina nasus là một loài ruồi trong họ Limoniidae. Chúng phân bố ở miền Australasia.